# Berrie (Vienne)
Berrie település Franciaországban, Vienne megyében. Lakosainak száma 253 fő (2022. január 1.). Berrie Ternay, Les Trois-Moutiers, Saint-Léger-de-Montbrillais, Pouançay, Antoigné és Tourtenay községekkel határos.

## Népesség
A település népességének változása:
| Lakosok száma | 260  | 258  | 267  | 263  | 261  | 259  | 254  | 250  | 253  |
|               | 2013 | 2015 | 2016 | 2017 | 2018 | 2019 | 2020 | 2021 | 2022 |